# Quercus pseudoverticillata
Quercus pseudoverticillata — вид рослин з родини букових (Fagaceae), ендемік о. Борнео.

## Опис
Це дерево понад 25 метрів заввишки; стовбур до 90 см у діаметрі. Кора борозниста на численні, маленькі, прямокутні пластинки. Гілочки без волосся, зі сочевицями. Листки розташовані у псевдокільцях на кінцях гілочок, зворотно-ланцетно-довгасті або еліптично-ланцетні, 7–17 × 3–6.5 см; основа трохи серцеподібна; верхівка округла або тупа; край цілий, загнутий; верх без волосся; внизу є кілька простих волосків; ніжка гола, верх плоский, 5–10 мм. Жолуді завдовжки до 5 см, ушир 3 см; чашечка містить 10–12 концентричних зубчастих кілець; дозрівають у жовтні — лютому.

## Середовище проживання
Ендемік лісів гори Кінабалу, о. Борнео (Сабах, Малайзія); зростає на висотах від 1280 до 1650 метрів.

## Загрози
Тропічні ліси Борнео піддаються високому рівню втрати середовища існування та перетворення земель для насаджень промислової олійної пальми (Elaeis guineenis), акації та каучукових дерев (Hersea brasiliensis).